# Janus Pannonius
Janus Pannonius někdy také Jan z Čazmy (maďarsky János Csezmicei nebo Kesencei, chorvatsky Ivan Česmički; 29. srpna 1434 Čazma – 27. března 1472 Medvedgrad) byl uherský humanista, básník, diplomat a biskup v Pécsi (Pětikostelí). Byl chorvatského původu a je považován za nejvýznamnějšího uherského renesančního básníka. Na přelomu let 1469/1470 byl krátce ve funkci slavonského bána.

## Život

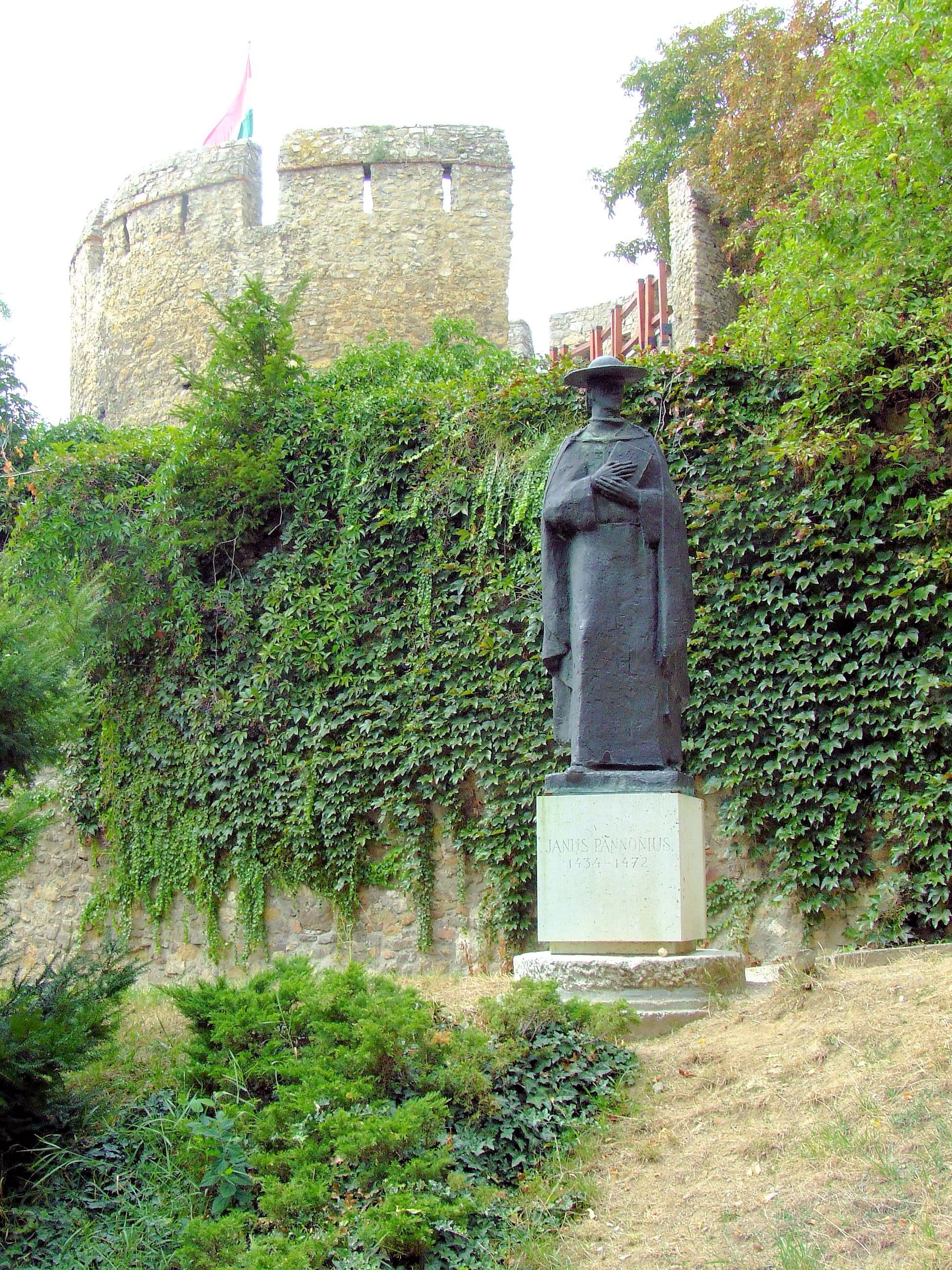
Socha Jana Pannonia v Pětikostelí

Narodil se ve smíšené chorvatsko-maďarské šlechtické rodině, v malém městečku Čazma ve Slavonii. V roce 1447 jej příbuzní poslali na studia do Itálie, kde získal humanistické vzdělání. Seznámil se s latinskou i řeckou antikou i s italskou renesancí, ovládl dokonale latinu a asi ve třinácti letech v ní začal psát své první verše, především satirické epigramy.
Po vystudování kanonického práva v Padově se v roce 1458 (tj. po nástupu Matyáše Korvína na trůn) se vrátil do Uher, žil na královském dvoře. Získal hodnost biskupa pětikostelského, fungoval v diplomatických službách a později získal titul vicekancléře království. Byl jedním z nejvýznamnějších uherských intelektuálů své doby. Jeho básně, většinou satiry nebo milostné i osobní elegie, vynikají jemnou ironií a bohatstvím narážek na antickou mytologii, a také dokonale zvládnutou veršovou formou.
V r. 1471 se spojil s Janem Vitézem proti Korvínovi, neboť nesouhlasil s královou mírovou politikou (král uzavřel s Turky příměří). Odešel proto ode dvora a zemřel 27. března 1472 na hradě Medvedgrad poblíž Záhřebu.